# مسابقات فرمول یک فصل ۱۹۹۶
مسابقات فرمول یک فصل ۱۹۹۶ در سال ۱۹۹۶ میلادی برگزار شد. در این مسابقات دیمون هیل (به انگلیسی: Damon Hill) از تیم ویلیامز و با موتور رنو به قهرمانی رسید و در مجموع صاحب ۹۷ امتیاز شد.